# Alton (Texas)
Alton je město v okrese Hidalgo County ve státě Texas ve Spojených státech amerických. V roce 2020 zde žilo 18 198 obyvatel a s celkovou rozlohou 15,3 km² byla hustota zalidnění 1 189,9 obyvatel na km².

## Demografie

### Sčítání 2020
Podle sčítání v roce 2020 zde žilo 18 198 obyvatel.

#### Rasové složení
- 31,1 % bílí Američané
- 0,4 % Afroameričané
- 0,8 % Indiáni
- 0,1 % asijští Američané
- 22 % jiná rasa
- 46 % dvě nebo více ras

Obyvatelé hispánského nebo latinskoamerického původu, bez ohledu na rasu, tvořili 97 % populace.

### Sčítání 2010
Podle sčítání lidu Spojených států amerických v roce 2010 zde žilo 12 341 obyvatel.

#### Rasové složení
- 97 % bílí Američané
- 0,2 % Afroameričané
- 0,1 % Indiáni
- 1,9 % jiná rasa
- 0,8 % dvě nebo více ras[4]